# Hina Sugita
Hina Sugita (杉田 妃和 Sugita Hina?), född 31 januari 1997, är en japansk fotbollsspelare som spelar för INAC Kobe Leonessa.
Hina Sugita har spelat 27 landskamper och gjort två mål för det japanska landslaget.